# Bruder Klaus (Urdorf)

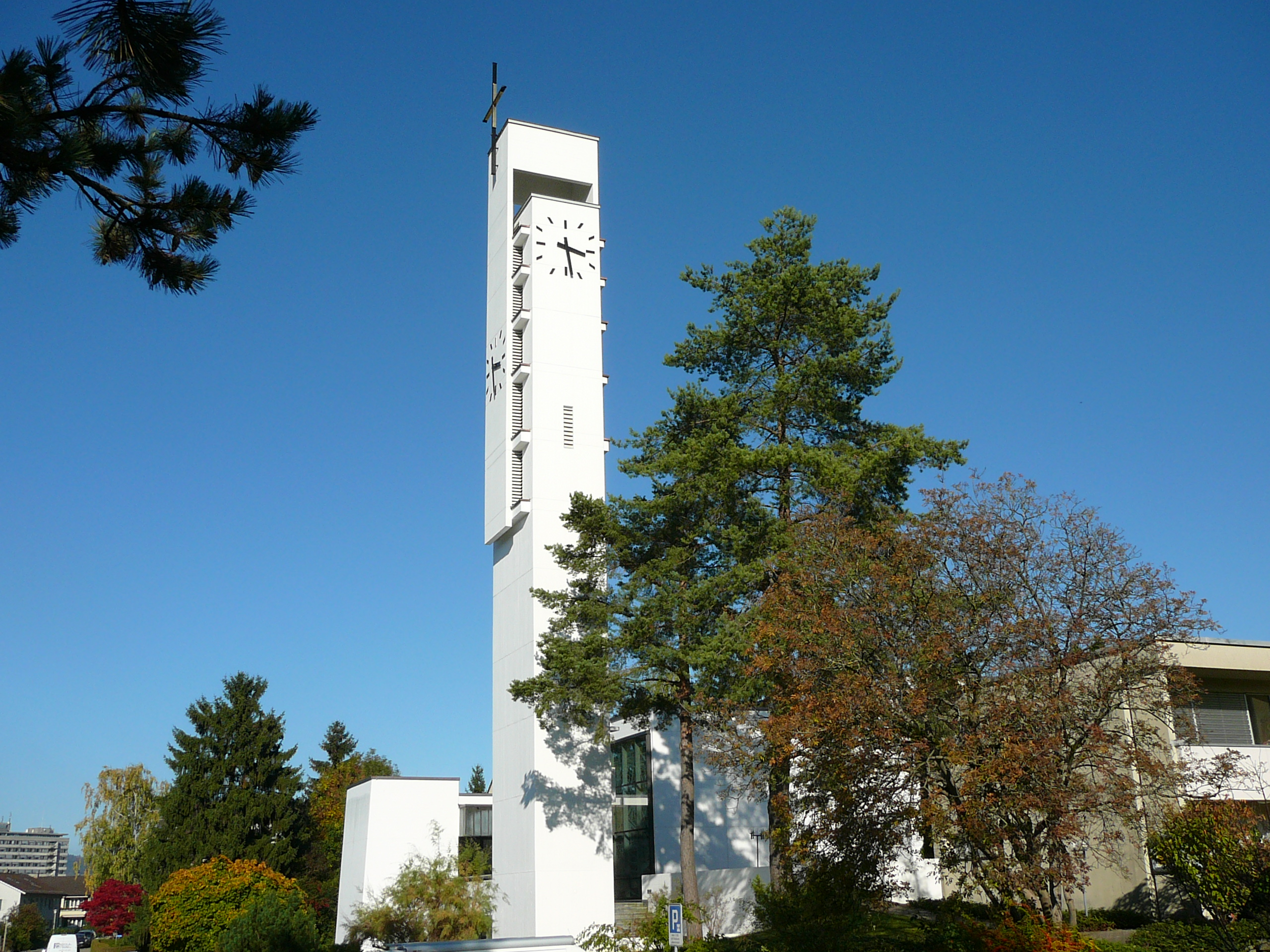
Kirche Bruder Klaus

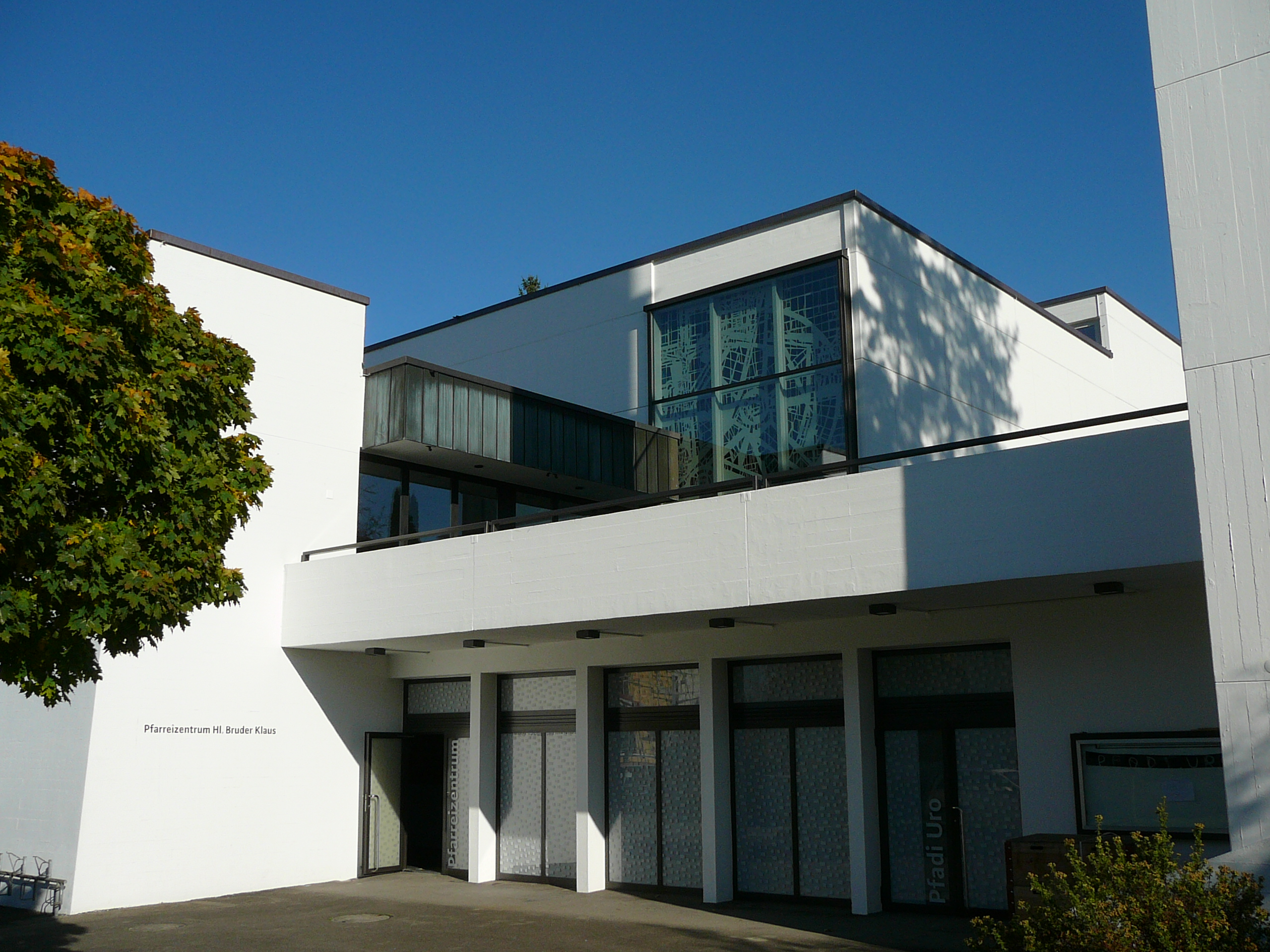
Ansicht von Westen

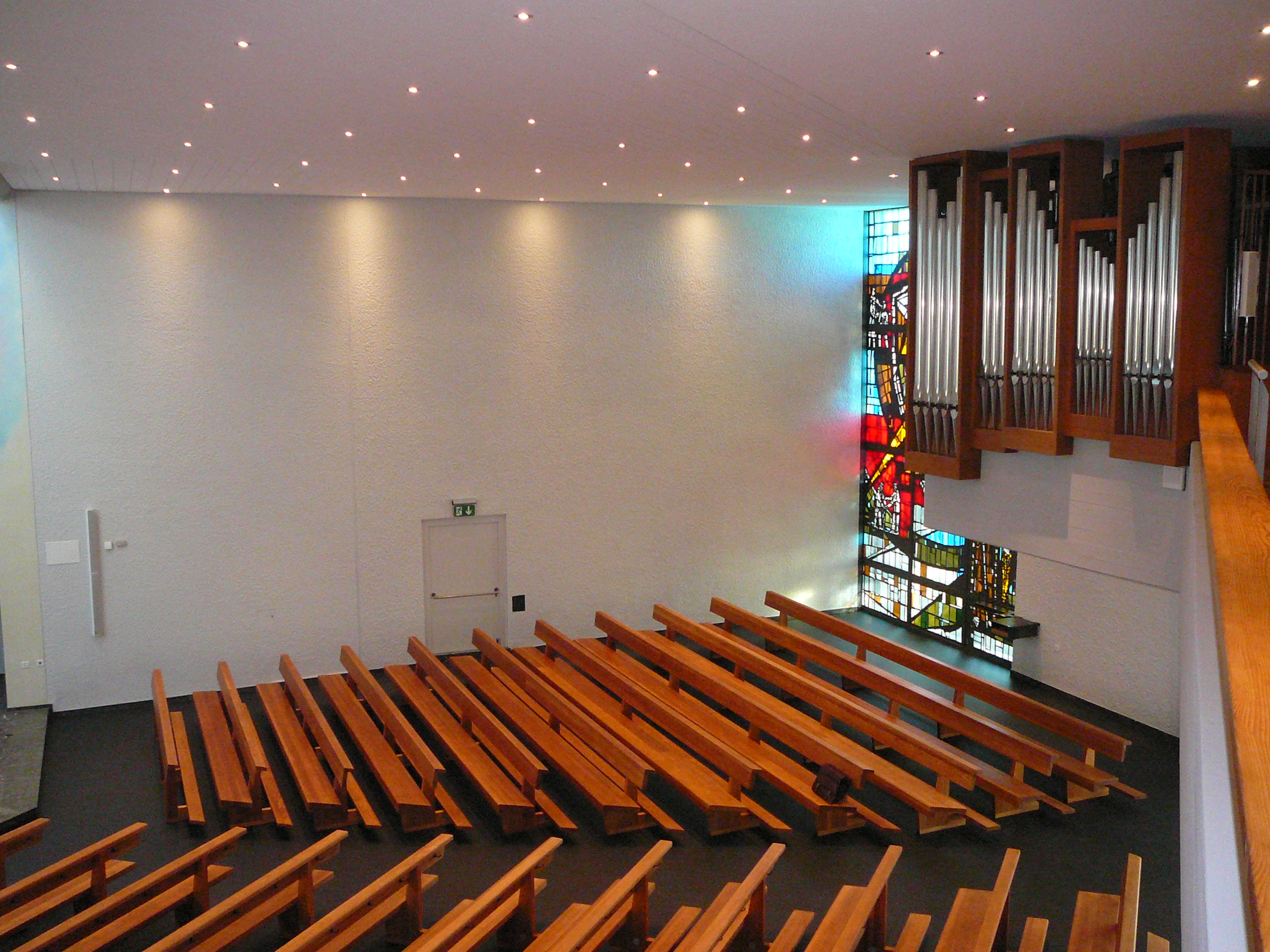
Innenansicht

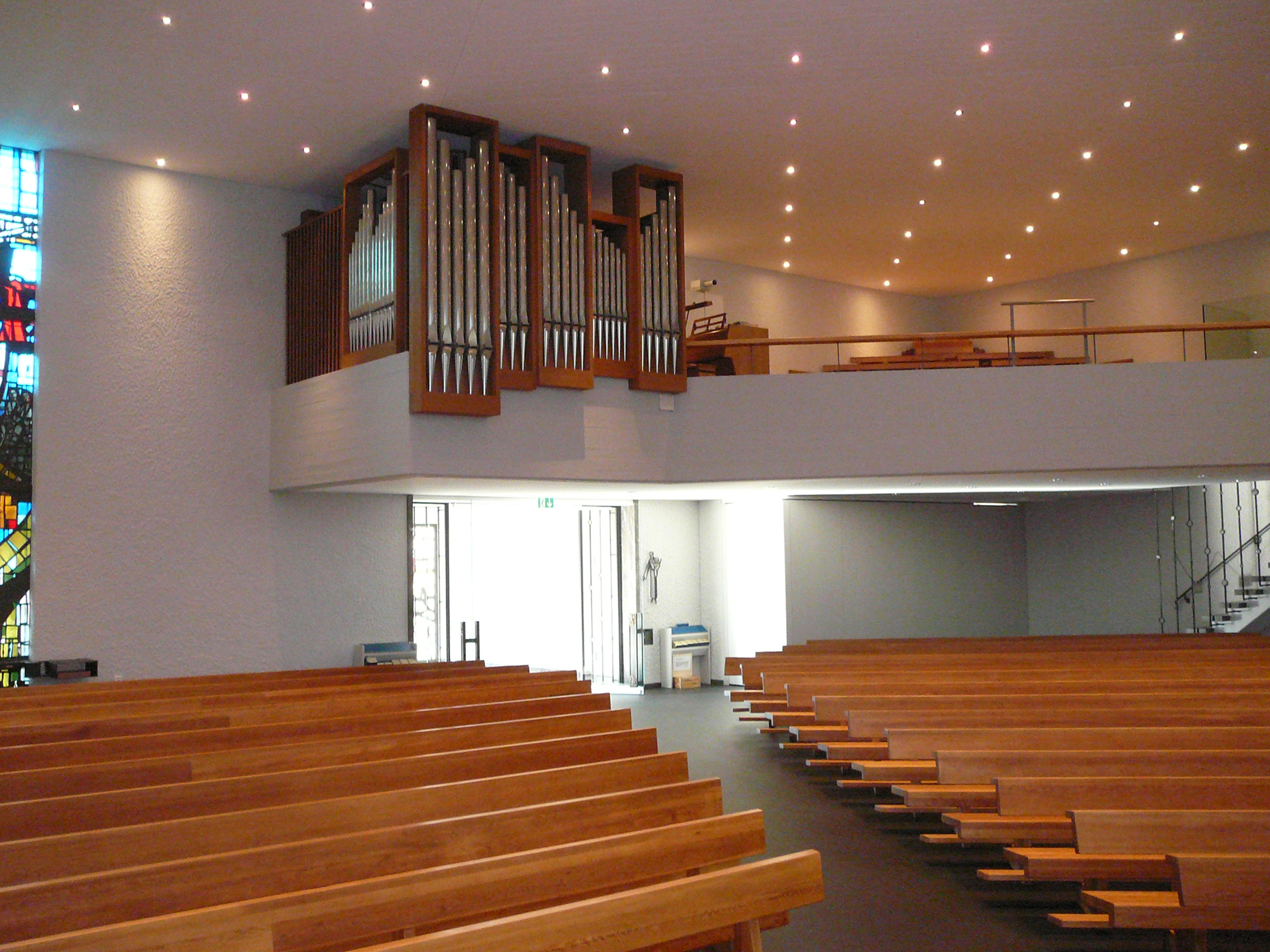
Blick zur Orgelempore

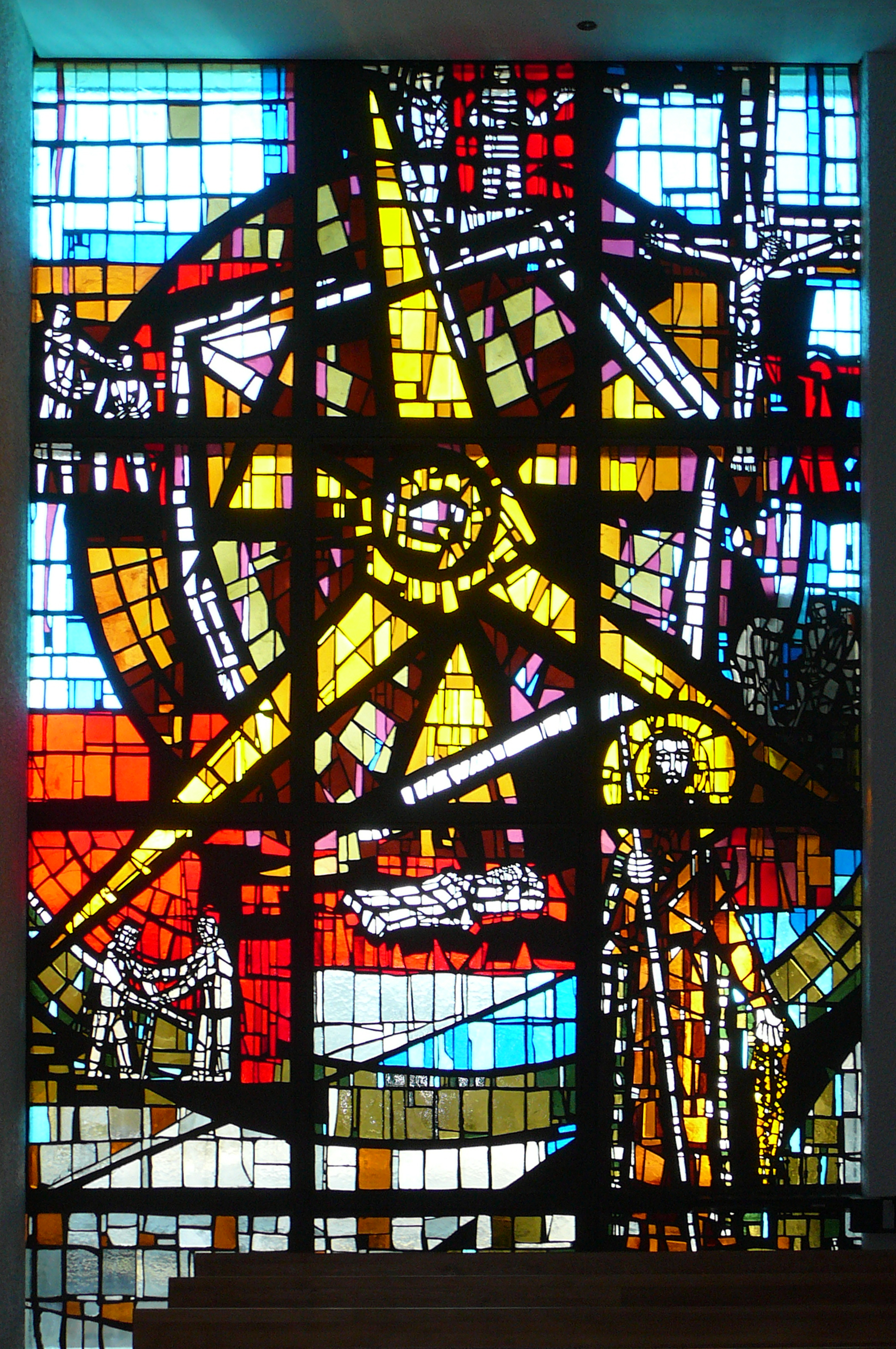
Bruder-Klaus-Fenster von Pierino Travaglini

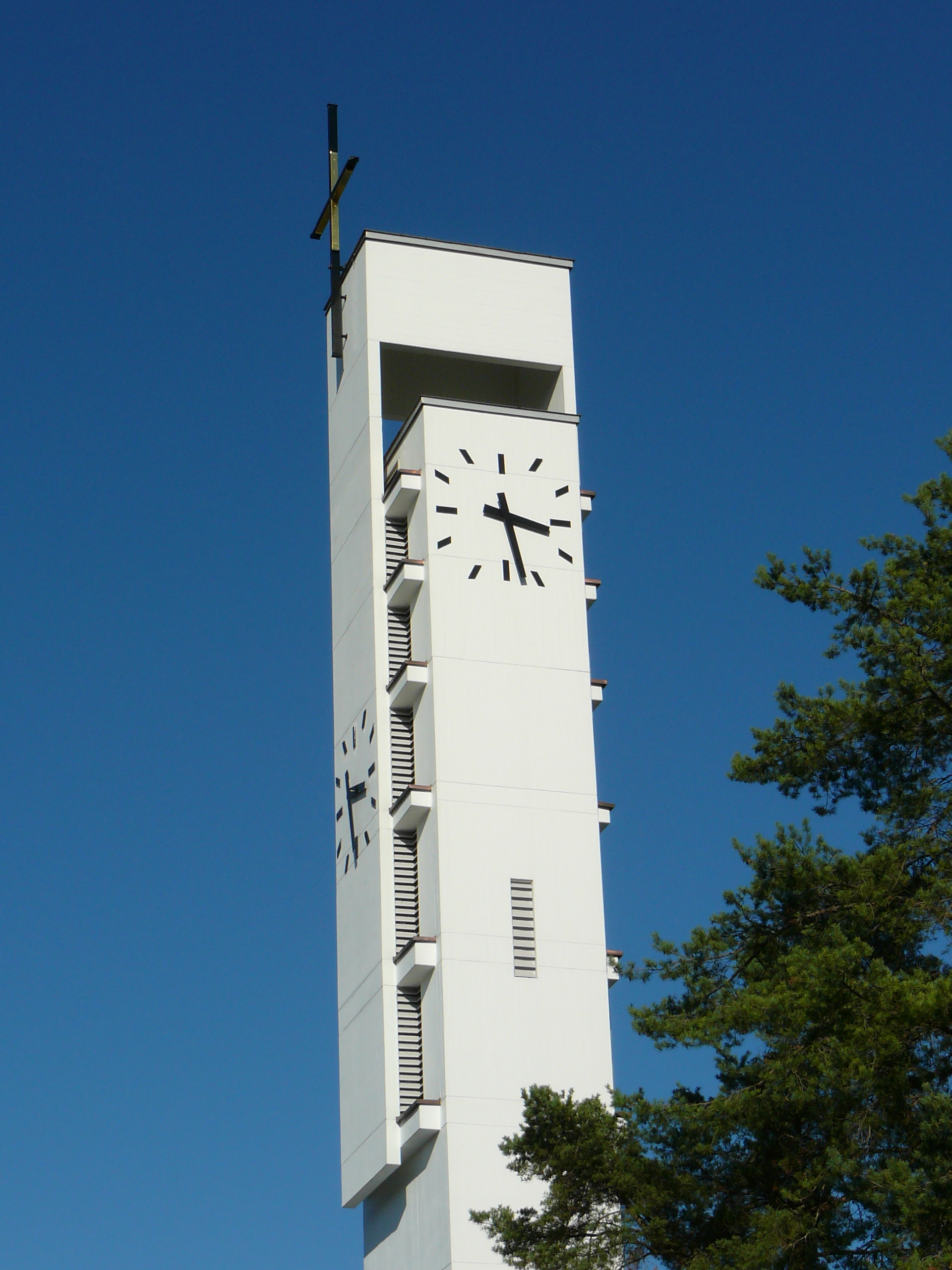
Kirchturm

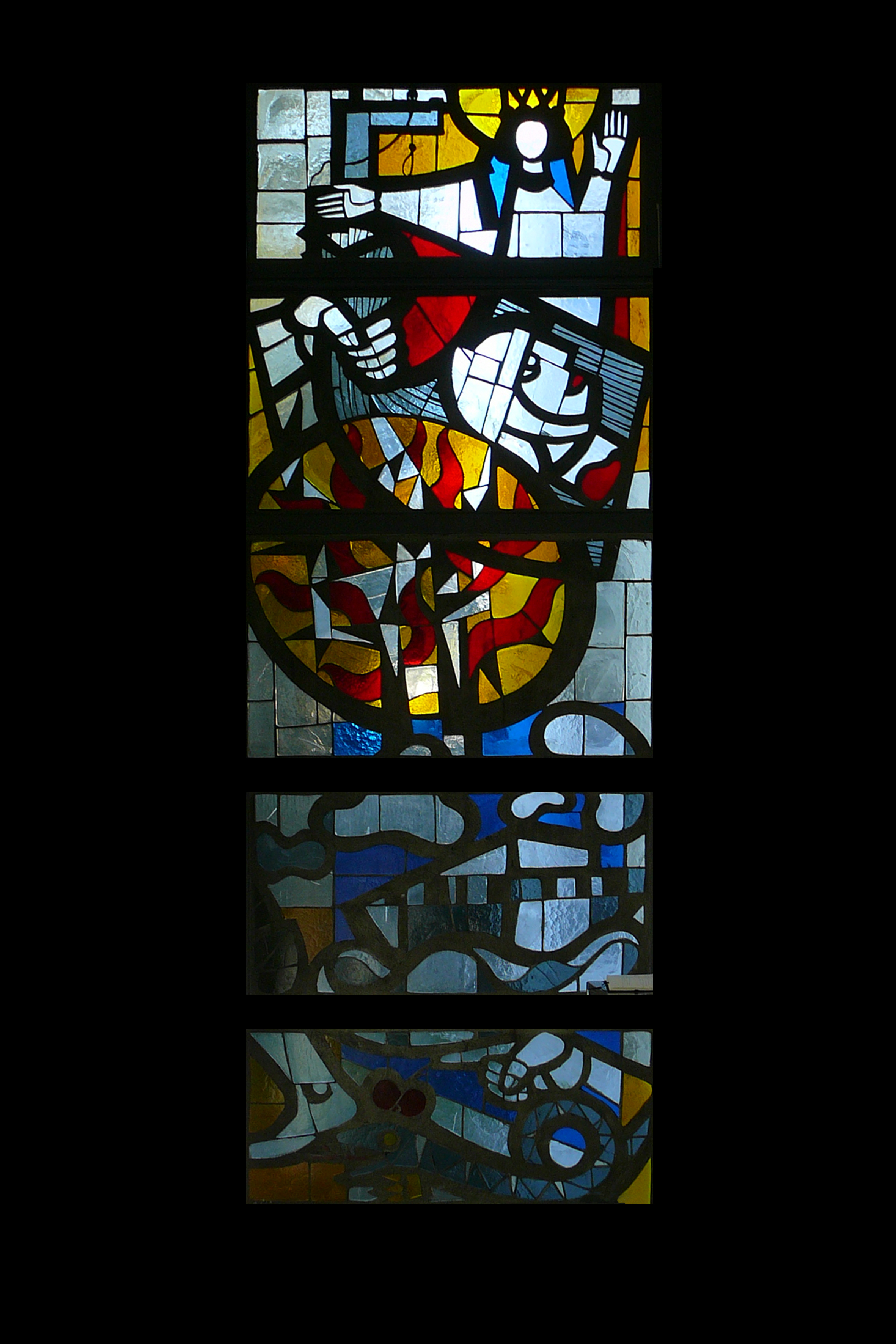
Marienfenster

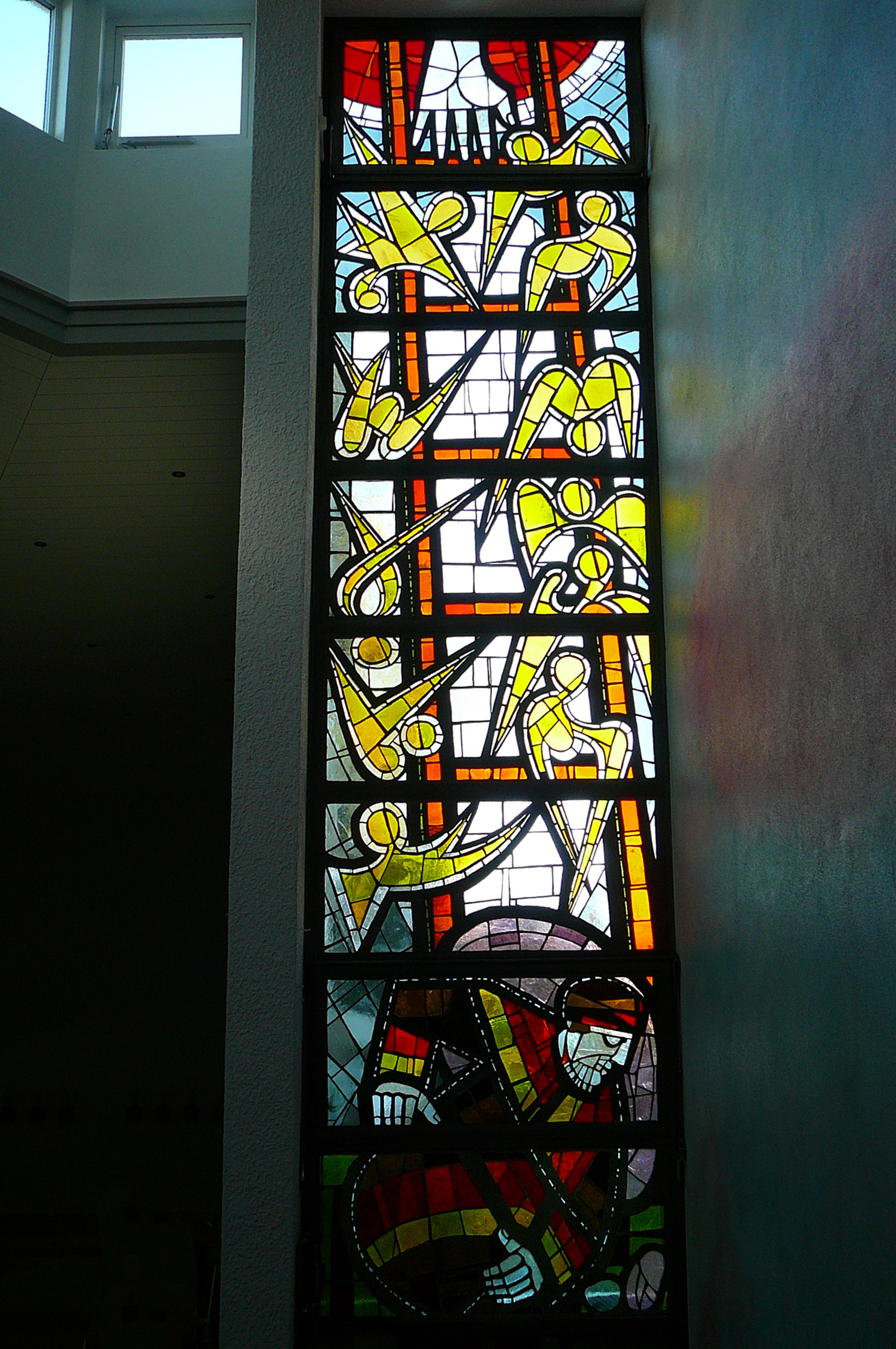
Jakobsfenster

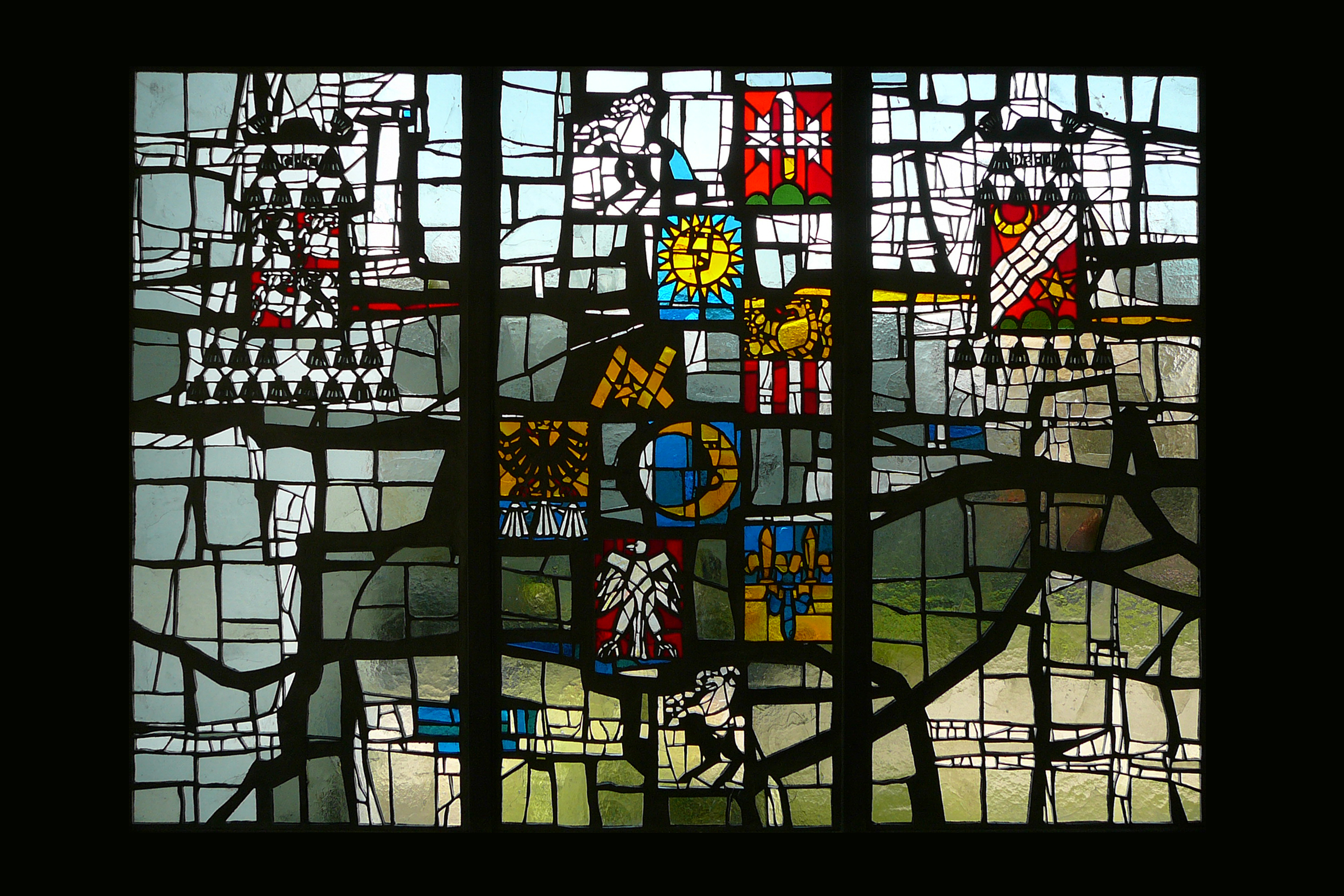
Wappenfenster

Die Kirche Heiliger Bruder Klaus ist die römisch-katholische Pfarrkirche von Urdorf im Schweizer Bezirk Dietikon (Kanton Zürich).

## Geschichte

### Vorgeschichte und Namensgebung
Bis ins Jahr 1930 bestand das heutige Urdorf aus zwei Gemeinden: Niederurdorf, das im Mittelalter kirchlich zu Dietikon gehörte, und Oberurdorf, in dem in einer Urkunde des Papstes Lucius III. aus dem Jahr 1184 eine Kapelle St. Nikolaus als Besitz des Klosters Engelberg erwähnt wird. In Oberurdorf gab es des Weiteren einen Meierhof des Klosters St. Blasien und einen im Jahr 1140 erwähnten Besitz des Klosters Muri. Im anschliessenden Reppischtal existierte zudem bis zur Reformation eine Kapelle St. Georg, welche im Jahr 1173 in einer Urkunde des Gegenpapstes Callixtus III. erstmals erwähnt wurde.
Infolge der Reformation in Zürich trat Urdorf im Jahr 1529 zum neuen Glauben über. Im Gegensatz zu Dietikon, der Mutterpfarrei, blieb Urdorf auch nach der Schlacht bei Kappel im Jahr 1531 beim neuen Glauben, da das reformierte Zürich in Urdorf die niedere Gerichtsbarkeit besass. Die Kapelle St. Nikolaus stand in der Folgezeit leer. Die Altäre waren entfernt und die Fresken übermalt worden. Um 1600 wurde die Kapelle durch einen Zwischenboden in zwei Geschosse für Schulräume geteilt. Bald darauf verwendete man die Kapelle für reformierte Gottesdienste. Aus ihr wurde in der Folgezeit die heutige alte reformierte Kirche von Urdorf.
Dass die mittelalterliche Kirche in Urdorf dem hl. Nikolaus von Myra geweiht wurde, hängt mit den Kreuzzügen zusammen. Am Grab des hl. Nikolaus in Bari erflehten die Kreuzfahrer eine glückliche Überfahrt. Der hl. Nikolaus ist einer der Vierzehn Nothelfer und gilt u. a. als Patron der Seefahrer und Reisenden. Da Urdorf an einem Flüsschen und an einer alten Handelsstrasse liegt, wurde der Kapelle als Patron der hl. Nikolaus zugedacht. Nach dem Zweiten Weltkrieg galt der hl. Bruder Klaus von Flüe als der grosse Friedensheilige, weshalb die katholische Gemeinde bei der Neugründung der katholischen Pfarrei von Urdorf entschied, ihn als ersten Kirchenpatron zu wählen. Da dieser seinen Namen nach dem hl. Nikolaus von Myra erhalten hat, wird damit indirekt auch das Patrozinium der mittelalterlichen Kirche von Urdorf aufgenommen.
Bis zum Anfang des 19. Jahrhunderts waren katholische Gottesdienste im Kanton Zürich verboten. Das Toleranzedikt des Zürcher Regierungsrats vom 10. September 1807 erlaubte erstmals wieder eine katholische Gemeinde in Zürich. Das sog. Erste zürcherische Kirchengesetz im Jahr 1863 anerkannte die katholischen Kirchgemeinden neben Zürich auch in Winterthur, Dietikon und Rheinau (die letzten beiden waren traditionell katholisch geprägte Orte). Auf Grundlage des Vereinsrechts konnten daraufhin im ganzen Kanton katholische Niederlassungen gegründet werden. Mit Hilfe von Fördervereinigungen wie dem «Piusverein» (gegründet 1857) und der Katholischen Gesellschaft für inländische Mission (gegründet 1863) entstanden in den 1860er Jahren in kurzer Folge weitere Seelsorgestationen und spätere Pfarreien im Kanton Zürich: Männedorf (1864), Gattikon-Thalwil/Langnau (1864), Horgen (1865), Pilgersteg-Rüti/Wald (1866), Wald und Bubikon (1873), Uster (1876), Langnau (1877), Rüti (1878), Wädenswil (1881), Bülach (1882), Wetzikon (1890), Bauma (1894), Adliswil (1894), Pfungen (1895), Dübendorf (1897) und Küsnacht (1901). So existierten um 1900 im Kanton Zürich 20 katholische Pfarreien.

### Entstehungs- und Baugeschichte
Die heutige Pfarrei Heiliger Bruder Klaus ist eine Tochterpfarrei von St. Agatha Dietikon. Zu Beginn des 20. Jahrhunderts aber gehörte Urdorf zunächst noch zu andern Pfarreien: Ab August 1900 war die neu gegründete Pfarrei Heilig Kreuz in Zürich-Altstetten auch für die Katholiken in Ober- und Niederurdorf zuständig. Aus dieser Kirche erhielten die Urdorfer den Josefs-Altar geschenkt, der in Urdorf von 1953 bis 1964 verwendet wurde. Ab dem Jahr 1923 wurden die Katholiken von Urdorf von der neu errichteten Pfarrei St. Josef Schlieren aus betreut.
Der Bischof von Chur, Christian Caminada, trennte dann Urdorf per 1. Januar 1956 von St. Josef Schlieren ab und teilte es der Pfarrei St. Agatha Dietikon zu. Dadurch war Urdorf wieder wie im Mittelalter zur Pfarrei Dietikon zugehörig. Im Jahr 1953 wurde im Fabrikkeller der Metalldrückerei von Hermann Fischer-Frey an der Schönheimstrasse 2 in Urdorf eine Notkapelle eingerichtet. In dieser fand am Ostersonntag 1953 die erste heilige Messe in Urdorf seit der Reformation statt. Als ab den 1950er Jahren die Bevölkerung von Urdorf zunahm, zogen auch vermehrt Katholiken zu. Deshalb wurde Urdorf per 10. Oktober 1960 zu einer eigenständigen Pfarrei erhoben und von St. Agatha Dietikon abgetrennt. Im Oktober 1960 wurde eine zweite, angemessenere Kapelle eingerichtet: Bis zur Einweihung der Kirche Bruder Klaus im Jahr 1964 fanden die Gottesdienste im alten Schulhaus an der Uitikonerstrasse in einem Schulzimmer im ersten Stock statt.
Für den Bau der Kirche Bruder Klaus hatte die Pfarrkirchenstiftung Schlieren bereits ein Grundstück an der Schönheim-/Baurenackerstrasse in Urdorf gekauft. Dieses wurde am 13. Juni 1956 an die Bruder-Klausen-Stiftung Urdorf übertragen. Am 19. August 1962 erfolgte auf diesem Areal der erste Spatenstich, und am 23. Juni 1963 wurde der Grundstein von Generalvikar Alfred Teobaldi gesegnet. Am 31. August 1963 wurde das neue Pfarrhaus bezogen, in dessen Untergeschoss daraufhin bis zur Vollendung der Kirche eine kleine Kapelle eingerichtet war. Nach den Plänen der Architekten Hansjörg und Otto Sperisen (Solothurn) – letzterer erbaute zeitgleich im Thurgauer Ort Eschlikon die dem gleichen Patron gewidmete Kirche Bruder Klaus – wurde die Urdorfer Kirche Bruder Klaus errichtet und am 30. August 1964 geweiht. Hierbei wurden in den Altar Reliquien des hl. Bruder Klaus, der hl. Maria Goretti und eines Katakombenheiligen Felix eingebracht.
1991 wurde die Kirche ein erstes Mal saniert, wobei die Künstlerin Eva Pauli Wandmalereien in der Kirche und in der Taufkapelle schuf. In den Jahren 2012–2013 erfolgte eine erneute, umfangreiche Aussen- und Innensanierung der Kirche, die am 13. Dezember 2013 mit der Altarweihe der Marienkapelle durch den Churer Bischof Vitus Huonder abgeschlossen wurde. Hierbei wurde eine Reliquie der hl. Sr. Bernarda Bütler eingesetzt. In den Jahren 2015–2016 wurde das Pfarrhaus umgebaut und durch einen Anbau für das Sekretariat erweitert. Dies greift eine Idee der Architekten der Kirche und des Pfarrhauses aus den 1960er Jahren auf: Hansjörg und Otto Sperisen hatten bereits zur Erbauungszeit des Zentrums einen entsprechenden Anbau an das Pfarrhaus als Option vorgesehen. Abgeschlossen wurde diese Bauetappe mit der Segnung der fünf Tondi der Künstlerin Flavia Travaglini am 5. Februar 2017.
Die Pfarrei Bruder Klaus Urdorf ist mit ihren 3'170 Mitgliedern (Stand 2021) eine der kleineren katholischen Kirchgemeinden des Kantons Zürich.

## Baubeschreibung

### Kirchturm und Äusseres
Die Kirche Bruder Klaus befindet sich zwischen den Strassen Im Baurenacker und Schönheimstrasse auf abfallendem Gelände. Treppen führen zwischen der Kirche und dem Pfarrhaus durch das Areal und ermöglichen den Zugang von beiden Strassen. Die Kirche besitzt Wände aus weiss gestrichenem Sichtbeton. Gegliedert werden die Fassaden der Kirche durch schachbrettartig eingelassene Vertiefungen. Die Mauer zur tiefer gelegenen Schönheimstrasse ist leicht nach innen geneigt, was einen Kontrast zum vertikalen Kirchturm darstellt. Letzterer ist 33 Meter hoch. Sein Richtfest fand am 16. März 1964 statt. Die Zifferblätter der Turmuhr wurden von der reformierten Kirchgemeinde Urdorf gespendet. Der Grundstein der Kirche, der als Eckstein gefertigt wurde, zeigt eine Darstellung des Siegels, das der hl. Bruder Klaus verwendet hatte.

#### Glocken
Die Glocken der Kirche Bruder Klaus wurden am 4. Dezember 1963 in der Giesserei Karl Czudnochowsky im bayerischen Erding gegossen. Am 11. April 1964 fand die Glockenweihe statt.
| Nummer | Gewicht | Durchmesser | Ton | Widmung                                     | Inschrift                                                                          |
| ------ | ------- | ----------- | --- | ------------------------------------------- | ---------------------------------------------------------------------------------- |
| 1      | 3182 kg | 175 cm      | A   | Dreifaltigkeit und Bruder Klaus             | «Beter und Büsser Bruder Klaus, sorge für Fried im Schweizer Haus»                 |
| 2      | 1656 kg | 145 cm      | cis | Muttergottes Maria                          | «Unsere Liebe Frau im Moos, führ uns zum Kind auf deinem Schoß»                    |
| 3      | 1063 kg | 127 cm      | e   | St. Joseph                                  | «Joseph, Nährvater des Herrn, erhalt uns Arbeit und Ern»                           |
| 4      | 714 kg  | 107 cm      | fis | St. Michael                                 | «St. Michael, gib gut Geleit aus Erdennot zur Seligkeit»                           |
| 5      | 458 kg  | 91 cm       | a   | St. Nikolaus und St. Bernhard von Clairvaux | «St. Bernhard, jag die bösen Geister – St. Nyklaus, wird Feuer und Wasser Meister» |

### Innenraum und künstlerische Ausstattung
Durch das Kirchenportal gelangt man zunächst in ein Atrium, in dem sich ein Weihwasserbecken befindet, das der Tessiner Künstler Peter Travaglini von Vira aus grauweissem Cristallina-Marmor meisselte. Die Kunstschlosserei Pfyl und Bracher, Dietikon, schmiedete dazu den Dreifuss. Links vom Atrium befindet sich die Taufkapelle. In der Tradition mittelalterlicher Kirchen wurde sie dem eigentlichen Kirchraum vorangestellt. Der Taufstein wurde aus dem gleichen Stein wie das Weihwasserbecken geschaffen, was verdeutlicht, dass sich der Gläubige beim Bekreuzigen mit Weihwasser an seine Taufe erinnert. An der Westwand des Atriums befindet sich ein Glasfenster von Peter Travaglini, in dem die Wappen der Stifter des grossen Bruder-Klausen-Fensters in der Kirche enthalten sind. Seitlich wurden auch die Wappen des Bischofs Christian Caminada und des Pfarrers Felix Marbach angebracht. Das Atrium war durch ein schmiedeeisernes Gitter von der Marienkapelle abgetrennt. Die Gitterstäbe enthielten farbiges Glas und wurden ebenfalls von Peter Travaglini entworfen.

### Marienkapelle
In der Marienkapelle befindet sich ein Altar aus Bois-Jourdan-Marmor, der von der Wurzel Jesse mit drei Ästen getragen wird, den Stammbaum Jesu symbolisierend. Diese Gestaltung ist ein Werk des Künstlers Albert Wider, Widnau. Die Goldschmiedearbeiten wurden von Ars et Aurus in Wil SG ausgeführt. Gegenüber dem Eingang steht in einem 2013 neu geschaffenen Erker das spätgotische Marienbild Unserer Lieben Frau im Moos. Die Holzplastik ist süddeutscher Herkunft. Rechts vom Altar befand sich das von Albert Wider geschaffene Altarkreuz, das nicht mehr auffindbar ist. Rechts vom Marienerker befindet sich ein fünfteiliges Marienfenster von Peter Travaglini, das das von Osten einfallende Tageslicht dämpft. Es zeigt Hinweise des Alten Testaments auf Maria. Zuunterst stellt die Paradiesesschlange der Ferse Marias nach, darüber wird die Arche Noah gezeigt. Im Mittelteil bleibt der brennende Dornbusch so unversehrt wie Maria. Oben im Fenster sind zwei Retterinnen Israels dargestellt: ganz oben Ester, bekrönt wie die Himmelskönigin Maria, neben dem Galgen Hamans, der Mordechai hängen wollte, und darunter die Hand der Magd Judits, die den von Judit abgeschlagenen Kopf des Holofernes in einen Sack steckt.

### Hauptraum
Noch als vorkonziliare Kirche konzipiert, erfüllt die Kirche dennoch aufgrund ihres Grundrisses als Querbau die Vorgaben des Zweiten Vatikanums, wonach sich das Volk Gottes um den Altar zur Eucharistiefeier sammeln soll. Der Altar besteht aus Bois-Jourdan-Marmor und ruht auf vier bronzenen Cherubinen mit den Motiven der vier Evangelisten. Der Altar wurde von Albert Wider konzipiert, die Bronzefüsse goss die Glockengiesserei Rüetschi, Aarau, und die Steinhauerarbeit fertigte das Marmorwerk Basel AG. Der Altarbereich ist um drei Stufen vom Kirchenboden abgehoben und wird von einem Oberlicht im erhöhten Chordach erhellt. Der Tabernakel befindet sich auf der linken Seite des Altarbereichs und wurde nach Plänen von Albert Wider durch Willy Buck, Wil (St. Gallen), gefertigt. Unter dem Tabernakel befindet sich eine Marmorplatte, die vorkonziliar als Seitenaltar geplant war und dem hl. Nikolaus von Myra geweiht werden sollte. Die vorderen Türen des Tabernakels zeigen Brot und Fisch und verweisen damit auf die Eucharistie. Der Rahmen ist mit Bergkristallen und farbigen Steinen bestückt und erinnert damit an eine Vision des hl. Bruders Klaus, der in dieser Vision das feuersprühende Christushaupt schaute.

#### Fenster
Das grosse Glasfenster der Kirche wurde zusammen mit den anderen Glasfenstern vom Künstler Peter Travaglini entworfen und von der Glasfabrik Aubert in Lausanne erstellt. Es ist dem Bruder Klaus gewidmet und befindet sich an der Rückwand des Kirchenschiffs. Es nimmt die ganze Höhe der Kirche ein und umfasst ca. 32 m². Es wurde in Betonglas-Technik geschaffen und zeigt rechts unten den hl. Bruder Klaus. «Im flammenden Lichtkreis des Zentrums schaut der Heilige das Sinnbild des Einen Gottes. Die drei Goldstrahlen, die vom Kreis ausströmen, besagen ihm das Wirken des Dreifaltigen in die Aussenwelt der Schöpfung: Erschaffung, Erlösung und Heiligung des Alls. Solcher Huld Gottes muss unsere Gegenliebe entsprechen, die sich äussert und bekundet in der Liebe zum Nächsten durch die Darstellung der Werke der Barmherzigkeit.» 1965 wurde das Chorfenster eingebaut. Es zeigt den auf einem Stein schlafenden Jakob auf der Flucht vor seinem Bruder Esau. Engel steigen auf der Jakobsleiter auf und nieder.

### Altarraum
Der Altarraum wurde im Laufe der Zeit mehrfach umgestaltet. Zunächst befand sich hinter dem Altar ein Chorkreuz von Albert Wider und dann ein Wandteppich von Moik Schiele. Nachdem das erste Chorkreuz an der Wand bald entfernt worden war, hängte man ein zweites Chorkreuz, wieder von Albert Wider, frei in den Chorraum, was in der Gemeinde wegen der Art der Darstellung des Gekreuzigten umstritten war. Heute befindet sich im Altarraum ein barockes Vortragekreuz, das Pfarrer Marbach im Tessin gekauft hatte und von Goldschmied Jakob Huber aus Ebikon herrichten liess. Im Jahr 1991, im Zusammenhang mit der damaligen Renovation des Kirchenraumes, erhielt die Künstlerin Eva Pauli den Auftrag zur Neugestaltung der Apsis. «Es galt, die neue Intervention sorgfältig in das Bestehende einzufügen. Die Wandmalerei hat eine fliessende, luftige, schimmernde Farbigkeit, die sich beidseitig weit in den Raum ausdehnt. Je nach Tageszeit ergänzen farbige Reflexe der Glasfenster auf der Malerei dessen Farbwelt. Diese Malerei ist keine figurative Erzählung, seine offene Symbolik – eine wandfüllende Kreuzform, ein Lebensbaum, weit ausgebreitete Arme – sollen den Menschen unmittelbar, emotional ansprechen. In der Taufkapelle begrüssen die intensiv leuchtenden Rot-Töne das neue Leben.» Im Jahr 2013 wurde diese Gestaltung zusammen mit derjenigen in der Taufkapelle von der Künstlerin aufgefrischt.

### Dorotheen-Rundbilder
Über fünfzig Jahre nach der Gestaltung der Glasfenster durch ihren Vater Peter Travaglini schuf Flavia Travaglini auf das Jubiläumsjahr des Kirchenpatrons 2017 hin fünf Rundbilder zum Leben der Ehefrau des hl. Bruder Klaus, der Dorothea. Gestaltet sind die Tondi auf Holzscheiben eines Baumes aus Sachseln, wo sich die Gebeine des Heiligen befinden. Die Rundbilder beginnen mit dem Frühling und zeigen, den Jahreszeiten folgend, Stationen aus dem Leben der Dorothea. Wie im Glasfenster zum hl. Bruder Klaus sind darüber hinaus die Werke der Barmherzigkeit dargestellt. Das letzte Bild endet erneut im Frühling und zeigt den Tod des hl. Bruder Klaus.

### Orgeln

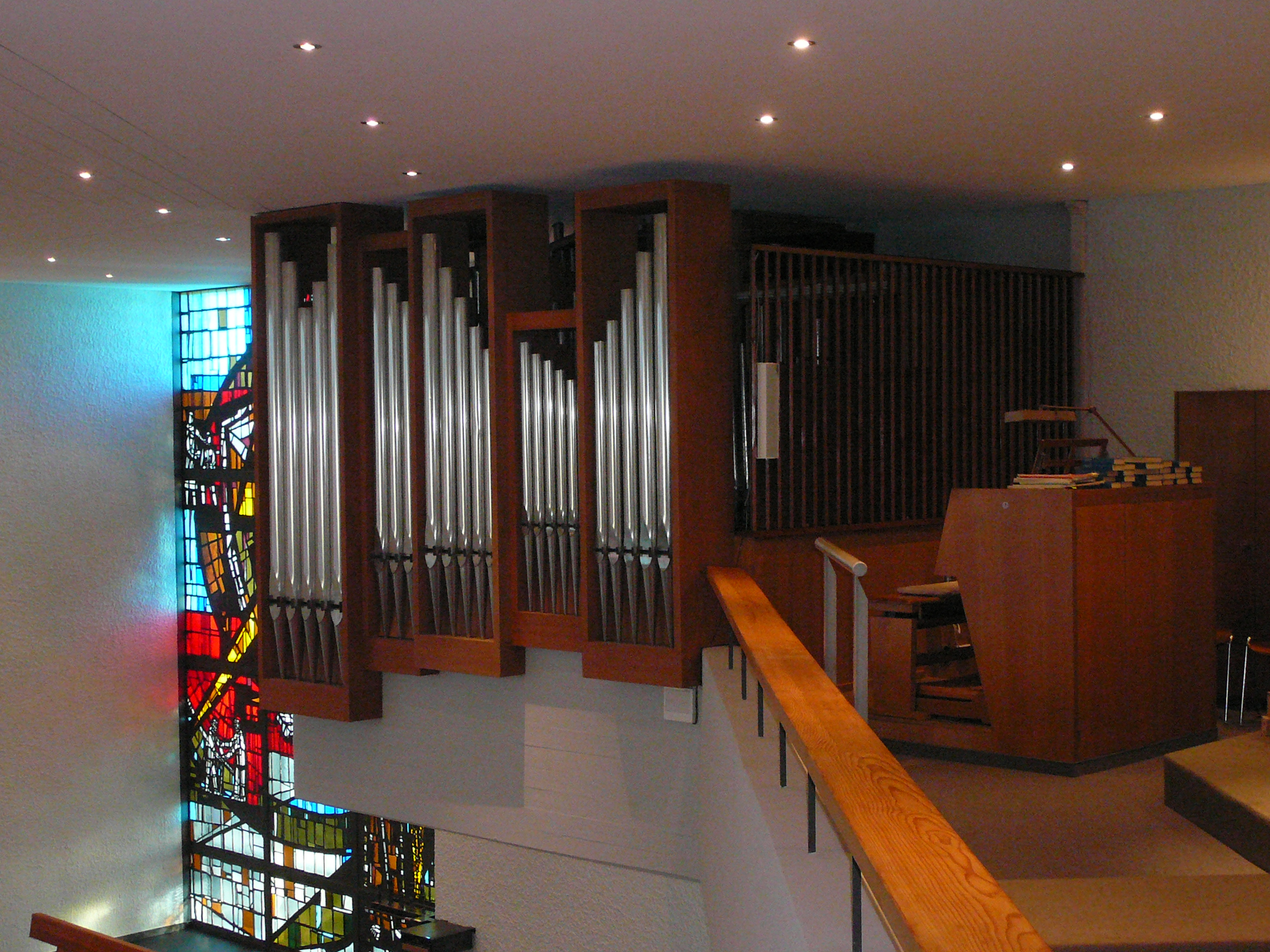
Späth-Orgel von 1974

#### Orgel
Die Orgel wurde 1973/1974 von Späth Orgelbau (Rapperswil SG) erbaut und besitzt 18 Register auf zwei Manualen und Pedal. Sie wurde am 24. März 1974 durch Stefan Simeon (Thalwil) eingeweiht. Im Jahr 2005 erfolgte durch Metzler Orgelbau eine Revision.

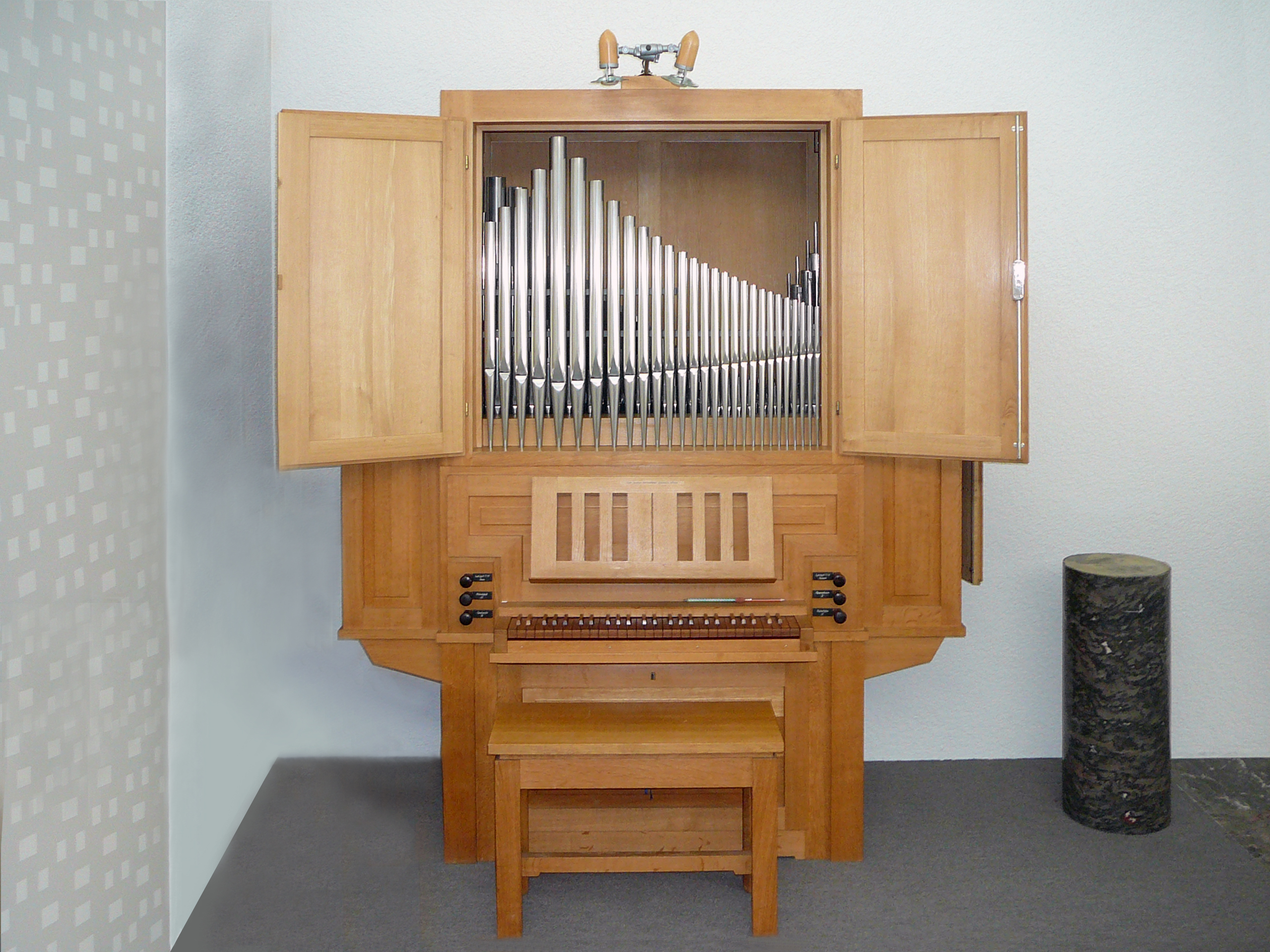
Kapellenorgel von 1977

| I Hauptwerk C–g3 |    |
| Prinzipal        | 8′ |
| Spitzflöte       | 8′ |
| Oktave           | 4′ |
| Nachthorn        | 4′ |
| Oktave           | 2′ |
| Mixtur           | 2′ |
| Trompete         | 8′ |

| II Schwellwerk C–g3 |     |
| Salicet             | 8′  |
| Rohrflöte           | 8′  |
| Principal           | 4′  |
| Blockflöte          | 4′  |
| Sesquialtera        | 2f. |
| Waldflöte           | 2′  |
| Zimbel              | 1′  |
| Schalmey            | 8′  |

| Pedal C–f1  |     |
| Subbass     | 16′ |
| Principal   | 8′  |
| Rohrgedackt | 8′  |
| Choralbass  | 4′  |
| Mixtur      | 2′  |
| Fagott      | 16′ |

- Koppeln: II/I, I/P, II/P

#### Orgel in der Kapelle
Im Jahr 1993 wurde für die Marienkapelle eine Orgel angeschafft. Diese wurde im Jahr 1977 von der Firma Manufacture d’orgues St.-Martin NE gebaut und verfügt über fünf Register.
Disposition:
| Manual C–f3 |       |  |
| Gedackt     | 8′    |  |
| Prinzipal   | 4′    |  |
| Rohrflöte   | 4′    |  |
| Gemshorn    | 2′    |  |
| Larigot B/D | 1 ⁄3′ |  |